# Hockley Heath
Hockley Heath is een civil parish in het bestuurlijke gebied Solihull, in het Engelse graafschap West Midlands met 2038 inwoners.